# Poder judicial

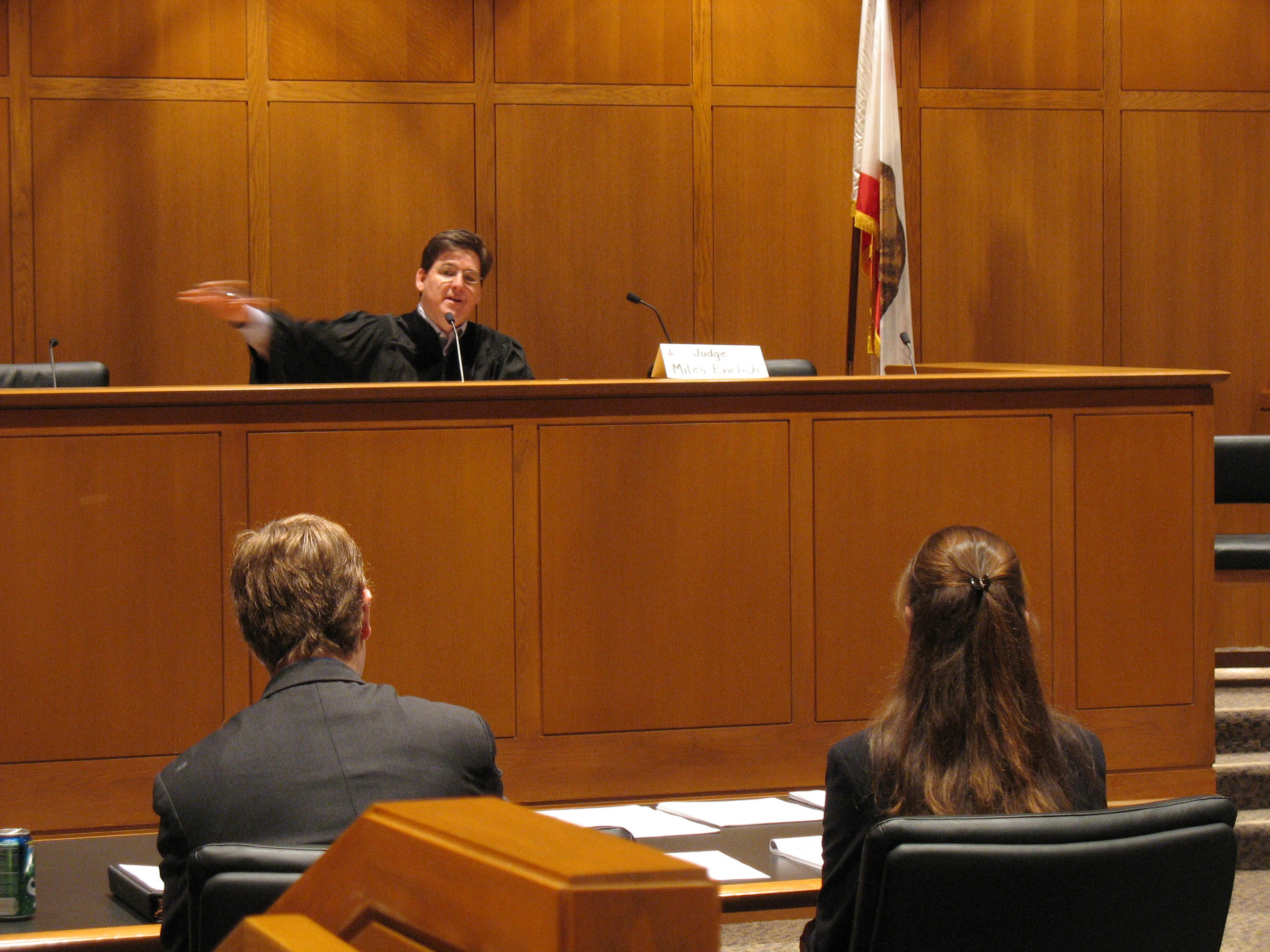
La Justicia es impartida por jueces y magistrados.

El poder judicial (denominado rama judicial en Colombia)es un poder del Estado encargado de impartir justicia en una sociedad. Es uno de los tres poderes y funciones primordiales del Estado (junto con el poder legislativo y el poder ejecutivo), mediante la aplicación de las normas y principios jurídicos en la resolución de conflictos. Por «poder», en el sentido de poder público, se entiende a la organización, institución o conjunto de órganos del Estado, que en el caso del poder judicial son los órganos judiciales o jurisdiccionales: juzgados y tribunales, que ejercen la potestad jurisdiccional, que suele gozar de imparcialidad, autonomía y poder absoluto dentro de la ley.
Según la teoría clásica de Montesquieu de la separación de poderes, que distingue entre poder legislativo, ejecutivo y judicial, la división garantiza la libertad del ciudadano. Sin embargo, Montesquieu no utilizó el término de «poder judicial» y lo que afirmó en realidad fue que el «poder de juzgar es, en cierto modo nulo». De hecho John Locke, el primero en hablar de la separación de poderes, solo había reconocido dos tipos, el poder de establecer las normas generales, que corresponde al Parlamento, y el poder de ejecutar dichas normas, que corresponde al rey, confiriendo la función de juzgar al «Poder legislativo o a los magistrados designados por ese Poder». Lo mismo sucedió con la Constitución francesa de 1791, que solo reconoció como poderes representativos a la Asamblea y al Rey, mientras que el poder de juzgar sólo se administra por jueces independientes, y con la Constitución española de 1812 cuyo título V se denominaba «De los tribunales, y de la administración de justicia en lo civil y criminal». Hubo que esperar a después de la Segunda Guerra Mundial para que el término «poder judicial» se recogiera en las Constituciones, unido al reconocimiento de la independencia judicial (como, por ejemplo, la Constitución italiana de 1947, o la Constitución española de 1978), pues, como dijo en 1989 el jurista y magistrado del Tribunal Constitucional de España Francisco Tomás y Valiente, «poder judicial e independencia judicial son términos mutuamente reconducentes, que se necesitan uno al otro, porque solo coexistiendo existen». En efecto, el poder judicial debe ser independiente para poder controlar a los restantes poderes, en especial el ejecutivo, cuando estos contravengan el ordenamiento jurídico y convertirse en el encargado de hacer efectivo el Estado de derecho, en el cual los poderes públicos están igualmente sometidos al imperio de la ley. 

## Significado
El poder judicial es el sistema de tribunales que interpreta, defiende y aplica la ley en nombre del Estado. El poder judicial también puede considerarse como el mecanismo de resolución de conflictos. Bajo la doctrina de la separación de poderes, el poder judicial generalmente no hace ley estatutaria (que es responsabilidad del poder legislativo) ni hace cumplir la ley (que es responsabilidad del poder ejecutivo ), sino que interpreta, defiende y aplica la ley a los hechos de cada caso. Sin embargo, en algunos países el poder judicial hace common law.
El profesor de Derecho Penal de la Universidad de Barcelona Amadeu Recasens ha definido el poder judicial como «aquella actividad judicial organizada que juega un papel político institucional en el marco de la división de poderes independientes que caracteriza y define a un Estado de derecho». Recansens puntualiza que esta definición incluye las dos premisas esenciales a partir de las cuales se pueda hablar con propiedad de «poder judicial»: «que dicho poder esté formalmente definido como tal» (porque en el caso de que no lo esté «la mayor o menor cuota de poder que el juez pueda tener corresponde a factores individuales, sociales, religiosos o de otra índole, que no configuran un poder judicial») y que exista «una actividad judicial organizada cuya consecuencia final tenga como resultado la producción de efectos político-institucionales».
Por otro lado, Recasens advierte que es preferible usar el término poder judicial en lugar de administración de justicia porque  «la expresión administración de justicia no deja de ser una reminiscencia de cuando tal función se realizaba como delegación del poder del soberano absoluto» (se administraba por cuenta ajena), mientras que «el término poder judicial, vinculado a la teoría de la división de poderes, y por lo tanto al Estado de derecho, refleja mucho más la realidad independiente en que debería impartirse la justicia». También puntualiza que el poder judicial es sólo una parte de lo que denomina el sistema integrado de justicia ya que en él intervienen otros actores: «el ministerio fiscal, la abogacía, la policía (que es en el fondo el selector real de los asuntos penales que acaban llegado al sistema de justicia criminal), e incluso el justiciable o el acusador particular».
En muchas jurisdicciones, el poder judicial tiene la facultad de modificar las leyes mediante el proceso de revisión judicial. Los tribunales con poder de revisión judicial pueden anular las leyes y normas del Estado cuando las consideran incompatibles con una norma superior, como la Legislación primaria, las disposiciones de la Constitución, el Tratados o el Derecho internacional. Los jueces constituyen una fuerza crítica para la interpretación y aplicación de una constitución, por lo que en los países de common law crean el cuerpo de derecho constitucional.

## Funciones del poder judicial en diferentes sistemas jurídicos
En las jurisdicciones de derecho consuetudinario, los tribunales interpretan la ley; esto incluye constituciones, estatutos y reglamentos. También elaboran la ley (pero en un sentido limitado, limitado a los hechos de casos particulares) basándose en la jurisprudencia anterior en áreas en las que el poder legislativo no ha elaborado la ley. Por ejemplo, el agravio de la negligencia no se deriva de la ley en la mayoría de las jurisdicciones de derecho común. El término «common law» se refiere a este tipo de derecho. Las decisiones del common law sientan un precedente que deben seguir todos los tribunales. Esto se llama a veces stare decisis.

### Argentina
En Argentina y otros países, tienen sistemas mixtos que incluyen tribunales inferiores, tribunales de apelación, un tribunal de casación (para el derecho penal) y un Tribunal Supremo. En este sistema, la Corte Suprema es siempre la autoridad final, pero los casos penales tienen cuatro etapas, una más que el derecho civil. En el tribunal se sientan un total de nueve magistrados. Este número se ha modificado en varias ocasiones.

### China
En la República Popular China, la autoridad final en la interpretación de la ley es el Congreso Nacional del Pueblo.

### Estados Unidos de América
En el sistema judicial de Estados Unidos, el Tribunal Supremo es la autoridad final en la interpretación de la Constitución federal y de todos los estatutos y reglamentos creados en virtud de la misma, así como de la constitucionalidad de las distintas leyes estatales; en el sistema judicial federal de Estados Unidos, los casos federales se juzgan en los tribunales de primera instancia, conocidos como tribunales de distrito de Estados Unidos, seguidos por los tribunales de apelación y luego por el Tribunal Supremo. Los tribunales estatales, que juzgan el 98 % de los litigios, pueden tener diferentes nombres y organización; los tribunales de primera instancia pueden llamarse «tribunales de instancia», los tribunales de apelación «tribunales superiores» o «tribunales de la mancomunidad». El sistema judicial, ya sea estatal o federal, comienza con un tribunal de primera instancia, se apela a un tribunal de apelación y luego termina en el tribunal de última instancia.

### Francia
En Francia, la última autoridad en la interpretación de la ley es el Consejo de Estado para los casos administrativos, y el Tribunal de Casación para los casos civiles y penales.

### Italia
En Italia, según la Constitución de la República Italiana, «la justicia se administra en nombre del pueblo» y «los jueces sólo están sometidos a la ley» (art. 101 Const.). La función judicial consiste en aplicar la ley a los litigios de carácter civil y penal (jurisdicción ordinaria), administrativo, contable y militar (jurisdicción especial) y de carácter constitucional (jurisdicción constitucional). En los artículos 101 a 113, la Constitución establece las garantías de independencia del poder judicial («orden autónomo e independiente de cualquier otro poder» sujeto únicamente a la ley, competencias y composición del Consejo Superior de la Magistratura, nombramiento de los magistrados por concurso, su inamovilidad, etc.) y las garantías relativas al ejercicio de las competencias del poder judicial. ) y las garantías relativas al ejercicio de la función jurisdiccional (el debido proceso regulado por la ley, la contradicción entre las partes en pie de igualdad, la imparcialidad y la imparcialidad del juez, la duración razonable del propio juicio, la obligación de motivar las decisiones judiciales y la posibilidad de recurrir ante el Tribunal de Casación todas las sentencias y decisiones sobre la libertad personal).
Hay jurisdicción ordinaria y jurisdicción especial.
La Jurisdicción ordinaria se ocupa de los asuntos civiles y penales. En materia civil, el litigio surge entre particulares, que se denominan «demandante» (el que inicia el procedimiento) y «demandado» (el que se defiende). En este caso se acude en primera instancia al juez de paz o al Tribunal, en segunda instancia al Tribunal de Apelación y en tercera instancia (final) al Tribunal de Casación. En los casos penales, se trata de delitos que afectan a toda la comunidad, y la disputa se produce entre el fiscal, que representa a la acusación pública, y el acusado, que debe defenderse. En este caso, se acude en primera instancia al Juzgado de Paz para las faltas leves o al Tribunal o a la Audiencia para las faltas más graves, en segunda instancia al Tribunal para las faltas juzgadas en primera instancia ante el Juzgado de Paz, al Tribunal de Apelación o a la Audiencia para las faltas más graves y, para la revisión de la legitimidad, al Tribunal de Casación. La autoridad legal, denominada «autoridad judicial», se encuentra en una posición imparcial. Se encarga de ejercer la función judicial y de validar los actos a los que se refiere el artículo 13 de la Constitución. La autoridad judicial se encuentra en una relación de alteridad con la policía judicial, que actúa en función de la disponibilidad de la autoridad judicial con las tareas previstas por la Constitución y el Código de Procedimiento Penal.
La jurisdicción especial se divide en administrativa, contable, fiscal y militar. El primero resuelve los litigios de las administraciones públicas (protección de los intereses legítimos). El tribunal administrativo, es decir, en primera instancia el Tribunal Administrativo Regional y en segunda instancia el Consejo de Estado, es el que se ocupa de ello. El segundo resuelve los litigios sobre la contabilidad pública y las entidades financiadas por el Estado. Se trata del juez contable, es decir, la Corte dei Conti: su sección regional en primera instancia, la sección central en segunda instancia. La jurisdicción fiscal es ejercida por las comisiones fiscales provinciales (primera instancia) y regionales (segunda instancia), sujetas a la jurisdicción del Tribunal de Casación como tribunal de legitimidad. Es competente para conocer los recursos de los contribuyentes contra los actos de la administración tributaria en materia fiscal. El tribunal militar en tiempo de paz se ocupa de los delitos cometidos por los miembros de las fuerzas armadas, mientras que en tiempo de guerra ejerce la jurisdicción establecida por la ley (artículo 103.3 de la Constitución).

## El gobierno del poder judicial
Se entiende por «gobierno del poder judicial» o «administración del poder judicial» la rama del derecho público que se encarga del régimen de organización interna del poder judicial, en especial de los medios económicos y humanos a su servicio.
Si bien el régimen de organización interna de los Juzgados y Tribunales difiere notablemente en los distintos países, pueden distinguirse tres grandes modelos organizativos según la intervención que en esta materia se atribuya a los distintos poderes del Estado:

### Gobierno encomendado al Poder Ejecutivo
En algunos países, como Alemania, el gobierno del poder judicial se encomienda a los órganos del poder ejecutivo, de suerte que el ministro competente (normalmente, el ministro de Justicia, de Hacia o de Interior) es el responsable de la gestión del presupuesto del Poder Judicial y del nombramiento de los jueces. En el caso de Alemania, la administración de los tribunales federales se encomienda al Ministro federal de Justicia, mientras que los tribunales inferiores son administrados por los Ministros de Justicia de los Länder.
Este modelo, si bien somete a los Jueces y Magistrados al principio democrático derivado del poder ejecutivo, presenta un riesgo mayor de injerencia del poder político sobre la independencia judicial.

### Gobierno encomendado a los propios Juzgados y Tribunales
Debido al reforzado estatus de independencia que se reconoce al Poder Judicial en los estados de derecho, en ocasiones se encarga esta tarea a órganos separados del poder ejecutivo e integrados únicamente por miembros del poder judicial. En países como los Estados Unidos de América, el gobierno del poder judicial a nivel federal está encomendado a los propios Juzgados y Tribunales que lo integran. En los Estados Unidos, la Conferencia Judicial de los Estados Unidos está constituida exclusivamente por jueces y magistrados federales, y se encarga de implementar las políticas de gobierno interno de los Juzgados y Tribunales federales.
Este modelo, si bien garantiza mejor la independencia judicial, puede limitar la legitimidad democrática del poder judicial.

### Gobierno mixto
Debido a las carencias de uno y otro modelos puros de administración judicial, la mayoría de los estados democráticos de Europa siguen un modelo mixto de gobierno judicial. En estos países, la administración judicial se encomienda a un órgano independiente elegido de forma conjunta por el poder judicial y por los otros dos poderes del Estado.
Este órgano, denominado con carácter general «Consejo de Justicia» o «Consejo de la Magistratura», es el que se encarga del nombramiento de jueces y magistrados, así como de su formación y régimen disciplinario.
Es el caso de España o Italia, donde las respectivas constituciones prevén un órgano de gobierno del poder judicial (el Consejo General del Poder Judicial, en el caso de España, y el Consejo Superior de la Magistratura en Italia).
Los países que disponen de un órgano similar, si bien con notables diferencias en cuanto a sus miembros y funciones, son:
- Bélgica: Consejo General de Justicia (Conseil Supérieur de la Justice / Hoge Raad voor de Justitie).
- Bulgaria: Consejo Supremo de Justicia (Висш Съдебен Съвет).
- Croacia: Consejo Judicial del Estado (Državno sudbeno vijeće).
- Dinamarca: Administración de los tribunales daneses (Domstolsstyrelsen).
- Finlandia: Administración de los tribunales nacionales (en finés, Tuomioistuinvirasto|fi; en sueco, Domstolsverket).
- Francia: Consejo Superior de la Magistratura (Conseil Superieur de la Magistrature).
- Hungría: Consejo Nacional de Justicia (Országos Bírói Tanács).
- Irlanda: Courts Service. Este organismo no tiene funciones sobre el nombramiento y régimen disciplinario de jueces y magistrados (que lleva a cabo el poder judicial), sino de gestión del presupuesto en materia de administración de justicia (apoyo logístico a Juzgados y Tribunales y aprovisionamiento de las infraestructuras judiciales). Es directamente responsable ante el Ministerio de Justicia de Irlanda.
- Italia: Consejo Superior de la Magistratura (Consiglio Superiore della Magistratura).
- Letonia: Consejo de Justicia (Tieslietu padome).
- Lituania: Consejo de Justicia (Teisėjų taryba).
- Malta: Comisión para la Administración de Justicia de Malta (Commission for the Administration of Justice of Malta).
- México: Consejo de la Judicatura Federal (Consejo de la Judicatura Federal).
- Países Bajos: Consejo de la Judicatura (Raad voor de rechtspraak).
- Polonia: Consejo Nacional de Justicia (Krajowa Rada Sądownictwa).
- Portugal: Consejo Superior de la Magistratura (Conselho Superior da Magistratura).
- Rumania: Consejo Superior de la Magistratura (Consiliul Superior al Magistraturii).
- Eslovaquia: Consejo Judicial de la República de Eslovaquia (Súdna rada Slovenskej republiky).
- Eslovenia: Tribunal Supremo de la República de Eslovenia (Vrhovno sodišče Republike Slovenije).
- España: Consejo General del Poder Judicial.
- Brasil: Consejo Nacional de Justicia (Conselho Nacional de Justiça).
- Bosnia y Herzegovina: Consejo Supremo Fiscal y Judicial de Bosnia y Herzegovina (Visoko sudsko i tužilačko vijeće).
- Canadá: Consejo de Justicia de Canadá (Canadian Judicial Council).
- Colombia: Consejo Superior de la Judicatura.
- Kosovo: Consejo Judicial de Kosovo (Këshilli Gjyqësor i Kosovës).
- Mónaco: Alto Consejo de la Magistratura (Le Haut Conseil de la Magistrature).
- Turquía: Consejo de Jueces y Fiscales (Hâkimler ve Savcılar Kurulu).
- Ucrania: Consejo Superior de Justicia (Вища рада правосуддя).
- Reino Unido
  -  Inglaterra /  Gales: Consejo de Justicia de Inglaterra y Gales (Judges' Council of England and Wales).
  -  Northern Ireland: Consejo de Jueces (Judges' Council).
  -  Escocia: Consejo de Justicia (Judicial Council).
- Estados Unidos: A nivel federal, la Conferencia Judicial de los Estados Unidos es un órgano de administración judicial integrado exclusivamente por miembros del poder judicial, y tiene el apoyo de la Oficina Administrativa de los Tribunales de los Estados Unidos (Judicial Conference of the United States) y de los órganos de gobierno del poder judicial en los distintos Estados.
  -  California: Consejo Judicial de California (Judicial Council of California). Se trata de un órgano de 21 miembros; solamente seis de ellos no forman parte del poder judicial (cuatro nombrados entre abogados, y dos nombrados por cada una de las cámaras legislativas de California).